# Giambattista Spinola (cardinale 1615)
Giambattista Spinola detto il Vecchio (Madrid, 20 settembre 1615 – Roma, 4 gennaio 1704) è stato un cardinale e arcivescovo cattolico italiano.

## Biografia

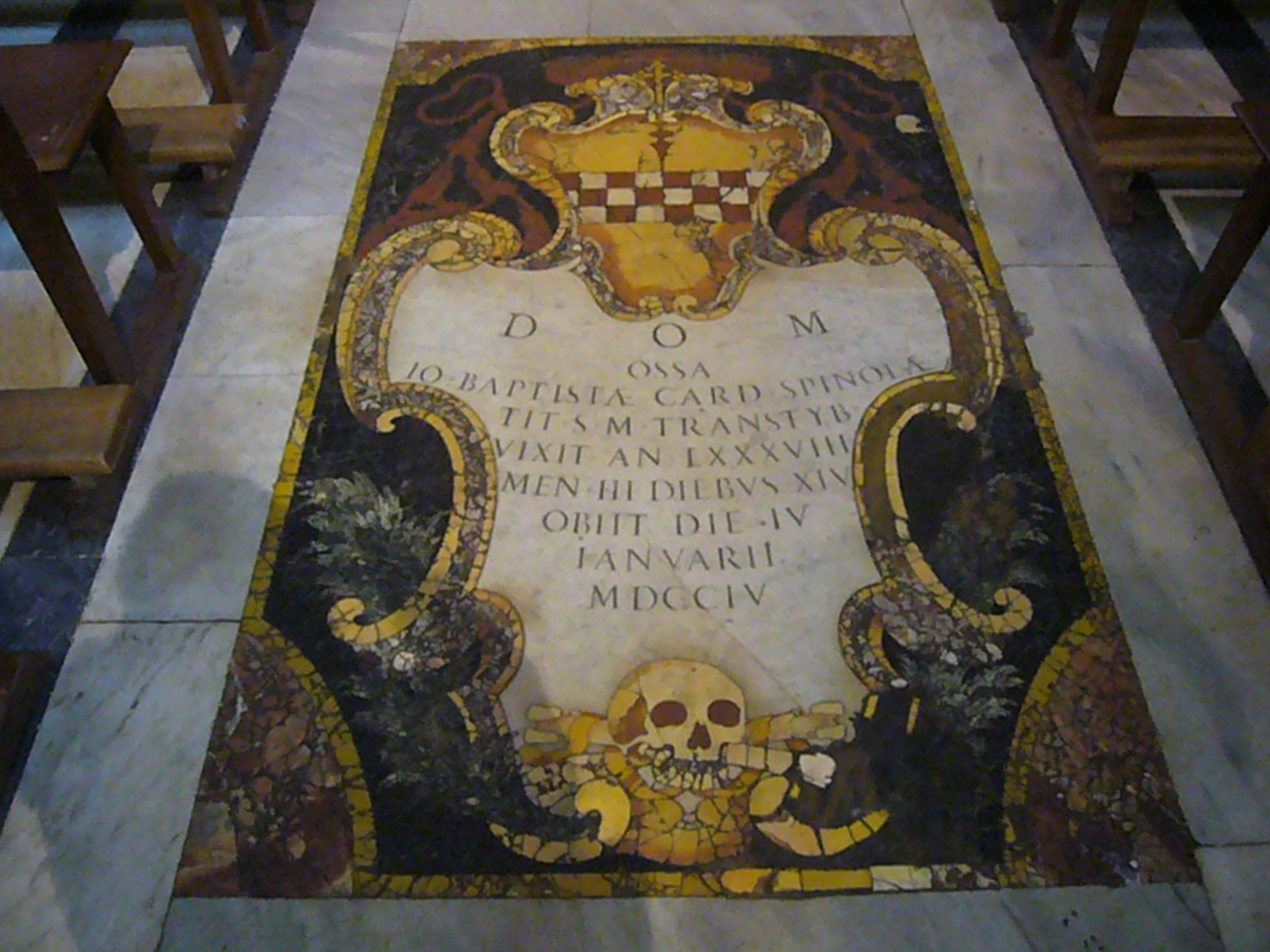
Sepolcro del cardinale Spinola a San Salvatore alle Coppelle

Nacque a Madrid nel 1615 da una nobile famiglia genovese, quarto dei dodici figli di Luca Spinola and Battina Lomellini. Era nipote del cardinale Giovanni Domenico Spinola.
Avviato alla carriera ecclesiastica, ottenne il dottorato in utroque iure e ricevette quindi il diaconato. Venne nominato abate commendatario dei Santi Pietro e Giovanni di Tarento.
Mentre era ancora diacono, venne nominato Vescovo di Acerenza e Matera dal 18 maggio 1648, ottenendo in seguito gli ordini sacri e l'ordinazione episcopale. Il 10 novembre 1664 fu trasferito alla sede metropolitana di Genova; papa Clemente X lo nominò segretario della Congregazione per i Vescovi e Regolari, vice-camerlengo del collegio dei cardinali e governatore della città di Roma (1675).

In questa nuova carica si dovette confrontare, oltre che con i problemi dell’ordine pubblico, anche con la delicata questione politica del diritto d'asilo che gli ambasciatori delle potenze europee pretendevano sulla aree prossime alle sedi delle loro legazioni; particolarmente grave fu il contrasto con le pretese della Francia di Luigi XIV.
Papa Innocenzo XI lo elevò al rango di Cardinale-presbitero del titolo di Santa Cecilia nel concistoro del 1º settembre 1681; nel 1696 optò per il titolo di Sant'Agnese fuori le mura e poi per quello di Santa Maria in Trastevere.
Morì il 4 gennaio 1704 all'età di 88 anni nel suo palazzo a Roma e la cerimonia funebre venne condotta nella chiesa di San Lorenzo in Lucina. Venne quindi sepolto nella piccola chiesa di San Salvatore alle Coppelle, nella pavimentazione di fronte all'altare maggiore.

## Genealogia episcopale
La genealogia episcopale è:
- Cardinale Tolomeo Gallio
- Vescovo Cesare Speciano
- Patriarca Andrés Pacheco
- Cardinale Agostino Spinola
- Cardinale Giulio Cesare Sacchetti
- Cardinale Giambattista Spinola